# Reprezentacja Argentyny na Mistrzostwach Świata w Narciarstwie Klasycznym 2009
Reprezentacja Argentyny na Mistrzostwach Świata w Narciarstwie Klasycznym 2009 liczyła 1 sportowca. Najlepszym wynikiem było 66. miejsce (Carlos Lannes) w biegu mężczyzn na 30 km.

## Medale

### Złote medale
Brak

### Srebrne medale
Brak

### Brązowe medale
Brak

## Wyniki

### Biegi narciarskie mężczyzn
Sprint
- Carlos Lannes – 111. miejsce (odpadł w kwalifikacjach)

Bieg na 30 km
- Carlos Lannes – 66. miejsce